# Platygaster opaca
Platygaster opaca är en stekelart som beskrevs av Johannes Friedrich Ruthe 1859. Platygaster opaca ingår i släktet Platygaster och familjen gallmyggesteklar. Inga underarter finns listade i Catalogue of Life.